# 邓志宏
邓志宏（1967年5月—），贵州务川人，苗族，中华人民共和国政治人物、第十一届全国人民代表大会贵州地区代表。
毕业于贵州工业大学工商管理专业，1992年10月加入中国共产党。曾担任贵州省水城县委常委、常务副县长。2008年起担任全国人大代表。

## 外部連結
邓志宏简历- 人民网地方领导资料库